# 212631 Hsinchu
212631 Hsinchu este o planetă minoră (asteroid) din centura de asteroizi. A fost descoperită pe 14 octombrie 2006 la Lulin Observatory⁠(d) de Ye Quanzhi⁠(d). 
Obiectul prezintă o orbită caracterizată de o semiaxă mare de 3,0695325598339 UAi, o excentricitate de 0,06, o înclinație de 9,1 ° în raport cu ecliptica.